# افسانه‌های کهن ایرانی
افسانه‌های کهن ایرانی نام یک مجموعه تلویزیونی ایرانی به کارگردانیِ مروا نبیلی و ملک‌جهان خزایی و باربد طاهری است که در سال‌های ۱۳۵۷–۱۳۵۶، از تلویزیون ملی ایران تولید و پخش گردید.

## خلاصه داستان
قصه‌های این مجموعه تلویزیونی، برگرفته از ادبیات کهن فارسی است و هر قسمت داستان متفاوت و مجزایی دارد. برخی از قسمت‌های این مجموعه عبارتند از:

### نارنج و ترنج
تاریخ نمایش: ۲۴ مهر ۱۳۵۶ - شبکه دوم تلویزیون ملی ایران
بازیگران: حمید طاعتی، هوشنگ توزیع، سیمین سبزواری
شاهزاده‌ای به جستجوی دختر نارنج و ترنج می‌رود. کنیز پادشاه دختر را از بین می‌برد و …

### نمکی
تاریخ نمایش: ۷ آبان ۱۳۵۶ - شبکه دوم تلویزیون ملی ایران
پیرزنی شش دختر دارد که کوچک‌ترین آنها، «نمکی» نام دارد و قرار بر آن است که هر شب، یکی از دخترها وظیفهٔ بستن درب‌های منزل را به عهده داشته باشد. یک شب، یکی از دخترها، فراموش می‌کند درب را قفل کند و در نتیجه «دیو» به منزل پیرزن آمده و همهٔ دخترها را یکی‌یکی با خود به قلعه‌اش می‌برد. سرانجام نوبت به نمکی می‌رسد و دیو او را هم می‌دزدد، اما نمکی طی ماجراهایی، همهٔ زندانیان قلعهٔ دیو را آزاد می‌کند.

### گل خندان
تاریخ نمایش: ۱۵ بهمن ۱۳۵۶ / بازپخش ۲۲ آبان ۱۳۵۷ - شبکه دوم تلویزیون ملی ایران
بازیگران: آذر فخر، هوشنگ توزیع، فیروز بهجت محمدی، نادیا خلیل‌پور، کارمن، رضا یاقوتی

### پادشاه و دختر چوپان
تاریخ نمایش: ۱۵ آبان ۱۳۵۷ - شبکه دوم تلویزیون ملی ایران
بازیگران: شهلا میربختیار، محمد تاجی، نصرت‌الله زمان پور

### ملک محمد
تاریخ نمایش: چهار قسمت از ۴ اردیبهشت - ۲۵ اردیبهشت ۱۳۵۷ - شبکه دوم تلویزیون ملی ایران
بازیگران: سیرتی، شهیدی، طوفان افراسیابی
پادشاهی هفت پسر دارد. برای تعیین جانشین خود، می‌گوید هر یک از ایشان که مرغ و قفس‌های طلایی را بیاورد، جانشین او خواهد شد. پسران پادشاه ماجراهای بسیاری را از سر می‌گذرانند و عاقبت پسر کوچکِ ملک محمد، موفق به یافتنِ مرغ و قفس طلایی می‌شود.

### سنگ صبور
تاریخ نمایش: ۱ آبان ۱۳۵۷ - شبکه دوم تلویزیون ملی ایران
بازیگران: سیمین سبزواری، علی ژکان، مریم نایاک، هما خوشبین

### شاهزاده و آهو
تاریخ نمایش: در ایران نمایش داده نشد - پخش از برنامه تونل زمان، تلویزیون من و تو سال ۱۴۰۱
بازیگران:هوشنگ توزیع، آنیک، نادیا خلیل‌پور
این مجموعه نمایشی به سفارش گروه کودک و نوجوان ساخته شد و تنها، قصه‌های «نارنج و ترنج»، «نمکی»، «سنگ صبور»، «گل خندان»، «ملک محمد» و «پادشاه و دختر چوپان» از کانال ۲ تلویزیون ملی ایران پخش شدند و به علت آغاز وقایع انقلاب ۱۳۵۷، پروژه نیمه کاره ماند و بقیه قسمت‌ها پخش نشد.

## بازیگران و عوامل تولید

### بازیگران
- فیروز بهجت‌محمدی در نقش «پدر گٔل‌خندان»
- گیتی فروهر
- شهلا میربختیار
- آذر فخر
- هوشنگ توزیع
- فرخ قوامی
- محمود شهیدی
- علی مختاری
- عباس زنده‌دل
- حمید طاعتی
- مریم اصلانیان
- امیر پریچهر
- کیومرث محمودی
- نادیا خلیل‌پور
- رضا یاقوتی
- محمد ناجی
- نصرت‌الله امان‌پور
- طوفان
- کارمن

### عوامل تولید
- کارگردان: مروا نبیلی، ملک‌جهان خزاعی و باربد طاهری
- نویسنده: فضل‌الله مهتدی صبحی (بر اساس کتاب افسانه‌های کهن ایرانی)
- فیلمبرداری و تدوین: کامبیز خوشبین
- موسیقی: مجتبی میرزاده
- طراح صحنه و لباس: ملک‌جهان خزاعی
- تهیه‌کننده: باربد طاهری
- فرمت تصویر: ۱۶ میلیمتری
- محصول: تلویزیون ملی ایران
- سال تولید و پخش: ۱۳۵۷–۱۳۵۶